# Крайняя Деражня
Кра́йняя Дера́жня (укр. Крайня Деражня) — село на Украине, основано в 1852 году, находится в Новоград-Волынском районе Житомирской области.
Население по переписи 2001 года составляет 278 человек. Почтовый индекс — 11752. Телефонный код — 4141. Занимает площадь 0,997 км².

## Адрес местного совета
11753, Житомирская область, Новоград-Волынский р-н, с. Косенев, ул. Корецкая, 58